# Jimmie Vaughan

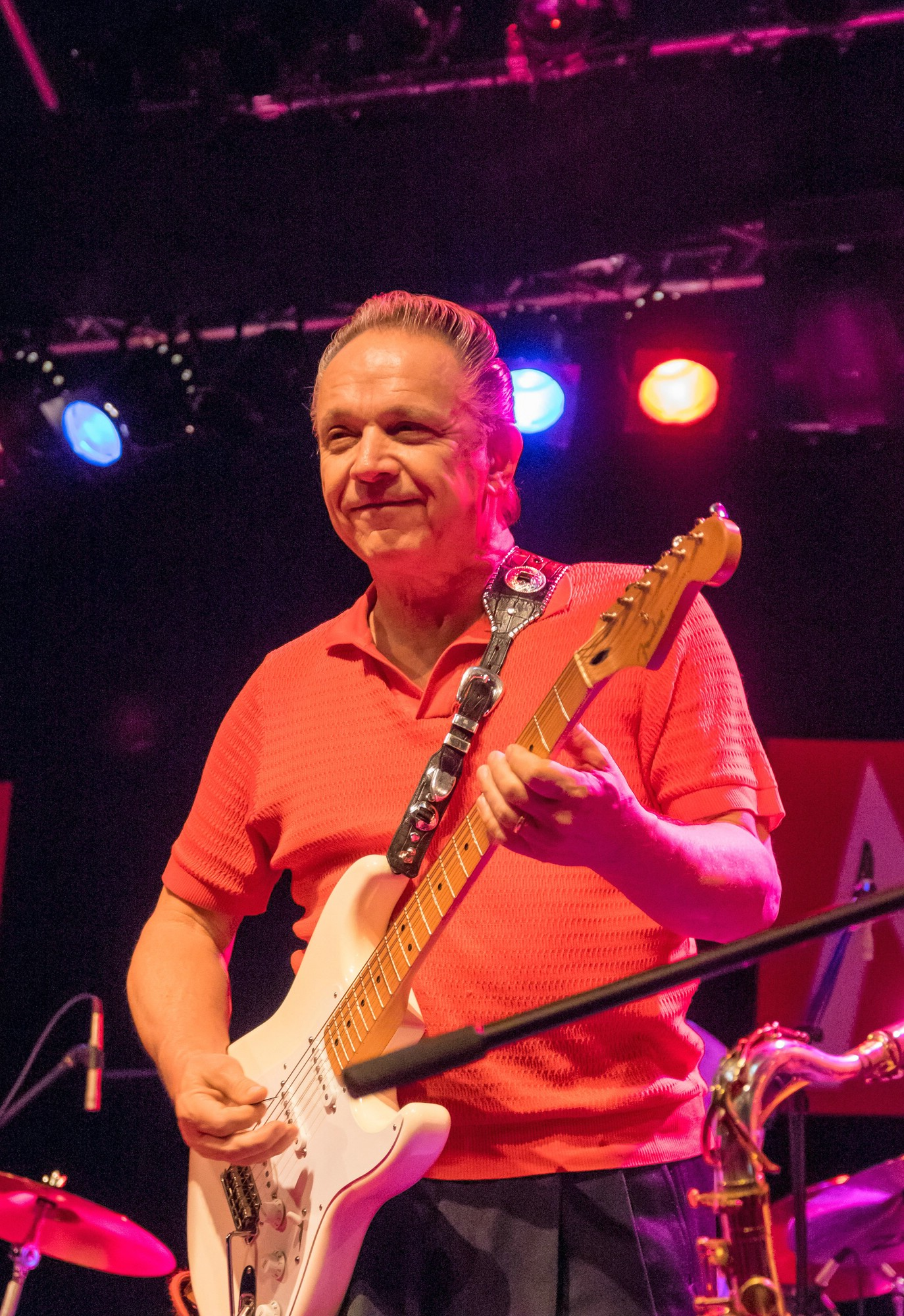
Jimmie Vaughan (2014) ZMF Freiburg

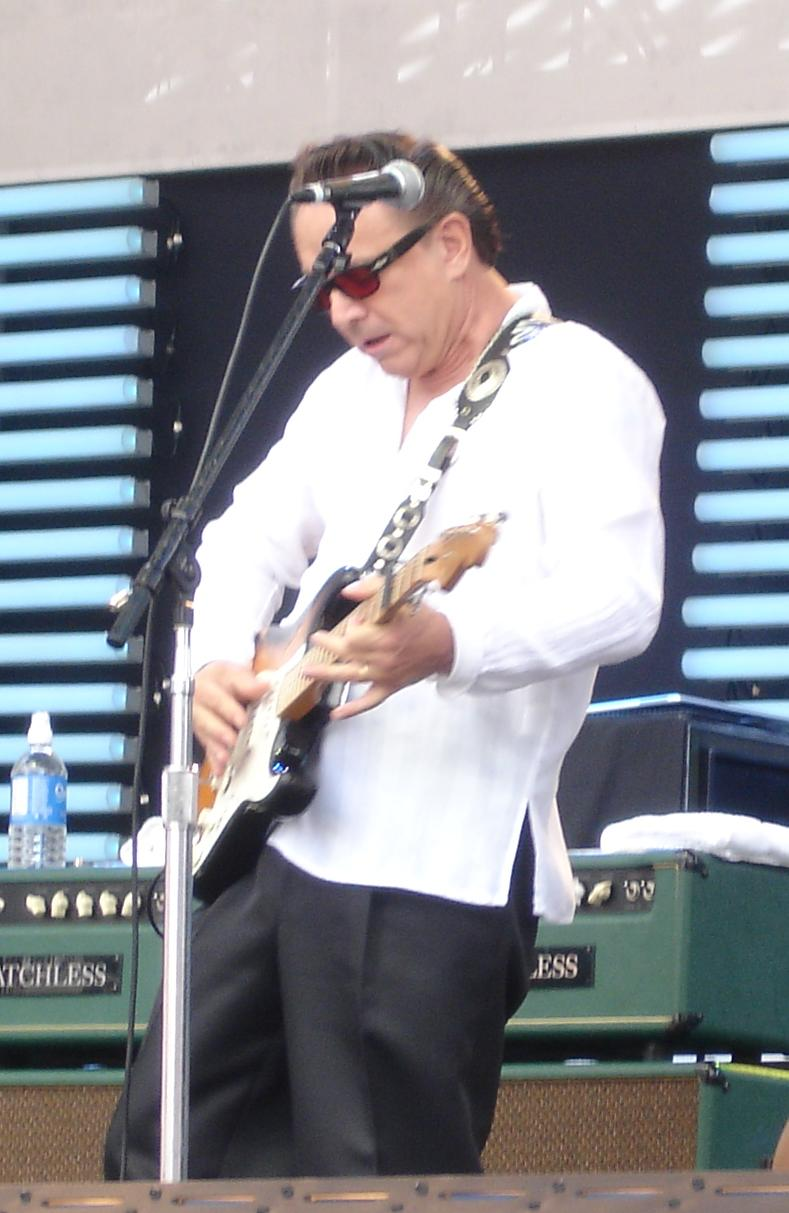
Jimmie Vaughan (2007)

Jimmie Lawrence Vaughan (* 20. März 1951 in Dallas) ist ein Bluesrock-Gitarrist und -Sänger, der vor allem als Gründungsmitglied der Fabulous Thunderbirds und durch seine Arbeit mit seinem jüngeren Bruder Stevie Ray Vaughan als „Vaughan Brothers“ bekannt geworden ist.

## Werdegang
Vaughan begann schon früh Gitarre zu spielen. Als Teenager spielte er bei verschiedenen Garage-Rock-Bands, die allerdings erfolglos blieben. Im Alter von 19 Jahren verließ er seine Geburtsstadt und zog nach Austin, wo er in einigen Blues-Bands spielte. 1972 gründete er The Storm, seine erste eigene Band.
1974 lernte er Kim Wilson kennen, mit dem er bald darauf die Fabulous Thunderbirds gründete. Erst 1986, drei Jahre nach dem landesweiten Erfolg von Vaughans kleinem Bruder, schafften die T-Birds mit einem Album den Durchbruch. Nach weiteren drei Jahren verließ Vaughan die Fabulous Thunderbirds, da ihm der inzwischen recht kommerzielle Stil der Band nicht mehr gefiel. Er schloss sich daraufhin mit seinem Bruder Stevie Ray Vaughan zusammen. Das einzige Album der Vaughan Brothers, Family Style, erschien Anfang 1990 und erhielt den Grammy 1991 als Best Contemporary Blues Album.
Im August 1990 starb sein Bruder Stevie Ray bei einem Hubschrauber-Unfall. Jimmie Vaughan zog sich zunächst aus der Musikszene zurück, bis er 1994 sein Solo-Debüt Strange Pleasures veröffentlichte. Es folgten Out There (1998) und Do You Get the Blues? (2001).
1989 spielte Jimmie Vaughan den Gitarristen in Jerry Lee Lewis’ Band im Film Great Balls of Fire. 1998 hatte er einen Auftritt im Film Blues Brothers 2000, wo er in der Gruppe The Louisiana Gator Boys auftrat, die eigens für den Film gegründet worden war.
1997 widmete Fender ihm ein eigenes Stratocaster-Modell.